# Georg Heerten
Georg Heerten (* 1949) ist ein deutscher Bauingenieur für Geotechnik, spezialisiert auf Geokunststoffe. 2010 bis 2014 war er Vorsitzender der Deutschen Gesellschaft für Geotechnik.
Heerten studierte Bauingenieurwesen an der TU Hannover (Schwerpunkt Geotechnik) und war 1974 bis 1980 wissenschaftlicher Mitarbeiter am Franzius-Institut der Universität und wurde 1980 promoviert (Geotextilien im Wasserbau – Prüfung, Anwendung, Bewährung). Ab 1981 arbeitete er bei der Firma Naue Fasertechnik in  Espelkamp (ab 2005 Naue) und war dort ab 1984 Geschäftsführer. Ab 2004 war er Honorarprofessor an der RWTH Aachen am Lehrstuhl von Martin Ziegler und Institut für Geotechnik.